# フアン・ホセ・イバレチェ

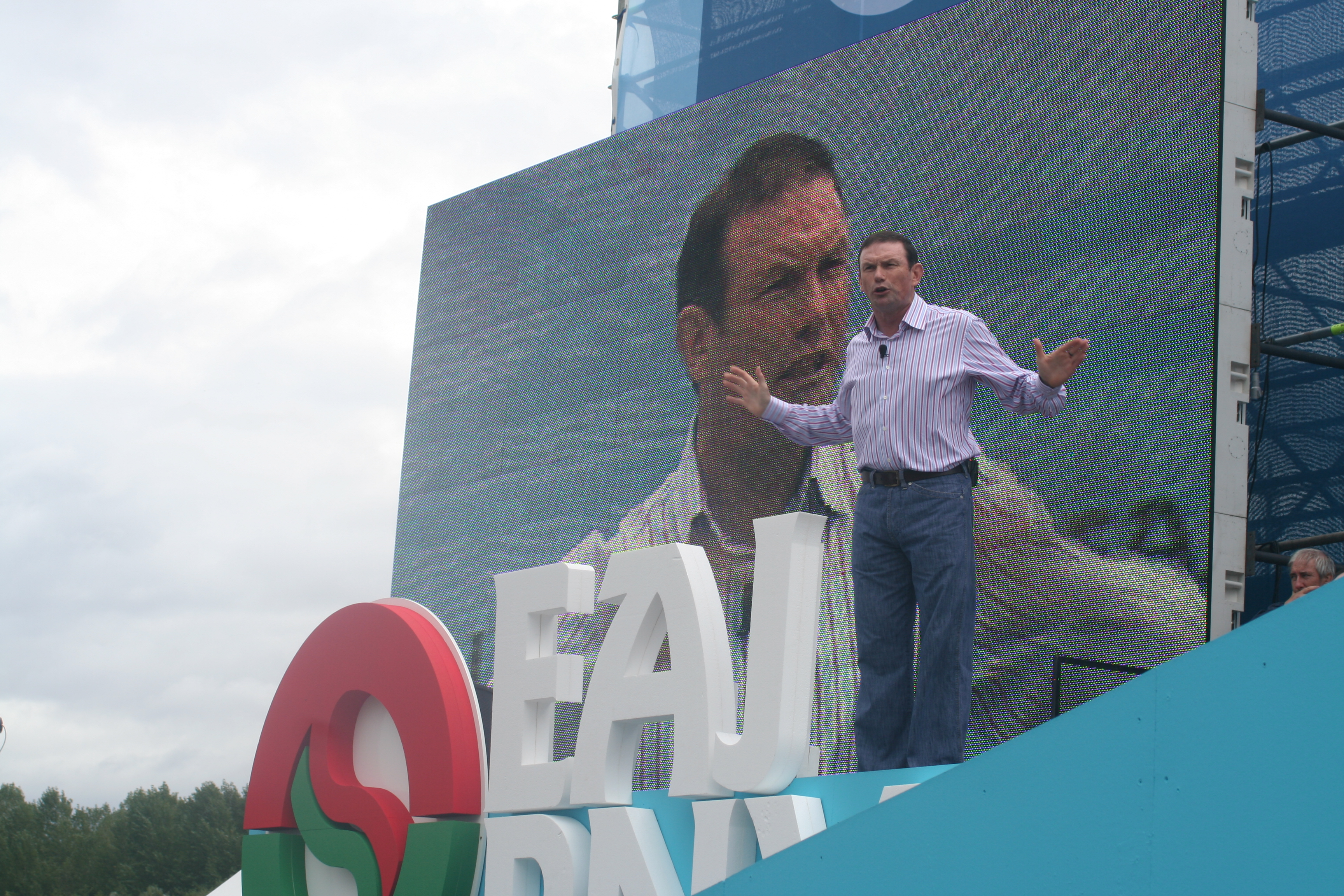
スピーチを行うイバレチェ

フアン・ホセ・イバレチェ・マルカルチュ（Juan José Ibarretxe Markuartu, 1957年3月15日 - ）は、スペイン・アラバ県ラウディオ/ジョディオ出身の政治家。バスク民族主義党(PNV)に所属し、1999年から2009年までバスク州政府首相を務めた。

## 経歴

### 青年期と初期の政治経歴
アラバ県のラウディオ/ジョディオに生まれ、バスク大学で経済学の学位を取得した。1983年にバスク民族主義党(PNV)からバスク自治州議会議員に選出され、1986年から1990年、1991年から1994年にはバスク民族主義党の経済・予算委員会委員長を務めた。1995年1月4日、バスク自治州政府レンダカリ（政府首班）のホセ・アントニオ・アルダンサによって副首相に任命された。

### レンダカリ
1998年3月28日にバスク民族主義党の党首候補となり、10月25日の選挙に勝利して党首に就任した。1999年1月2日にはバスク自治州政府レンダカリに就任した。2003年、バスク民族主義党は党首の名を冠したイバレチェ計画（バスク地方のスペインからの独立を問う州民投票を行う計画）を発表し、バスク自治州議会にスペイン憲法改正を提案した。この改正法案は長期間の審議が行われ、バスク自治州議会の絶対多数で承認されたが、スペイン社会労働党(PSOE)と国民党(PP)（スペインの二大政党）は、スペイン国会に対して審議を容認せず、結局国会では否決されている。

## 私生活
イバレチェはカスティーリャ語圏で育ったが、流暢なバスク語と英語を話す。熱心な自転車競技の愛好者で、ラウディオでサイクリングクラブを主宰している。ベゴニャ・アレギと結婚し、2人の子供がいる。敬虔でないローマ・カトリック教徒である。